# 新华社
新华通讯社，简称新华社，是中华人民共和国主要国家通讯社（另有中国新闻社），现为中华人民共和国国务院正部级直属事业单位，其发布的一些内部规范也在中国新闻界有主导作用。新华社还提供实时文字新闻、经济信息、新闻图片图表等服务。
新华社在世界各地有一百多个分社，在中国大陆的各省、自治区、直轄市和军队都设有分社，有的省、自治区、直辖市还设有支社。新华社是中文媒体的主要新闻来源之一，同时使用英文、法文、西班牙文、俄文、阿拉伯文、意大利文、葡萄牙文和日文发稿。

## 历史

### 红中社时期

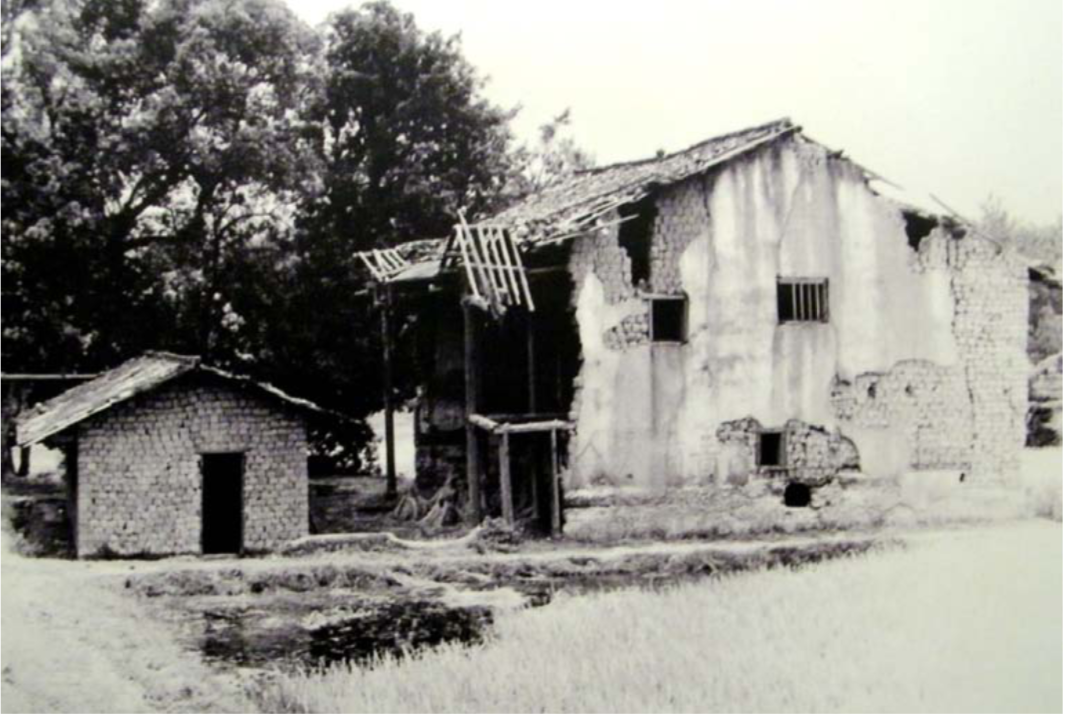
红中社旧址

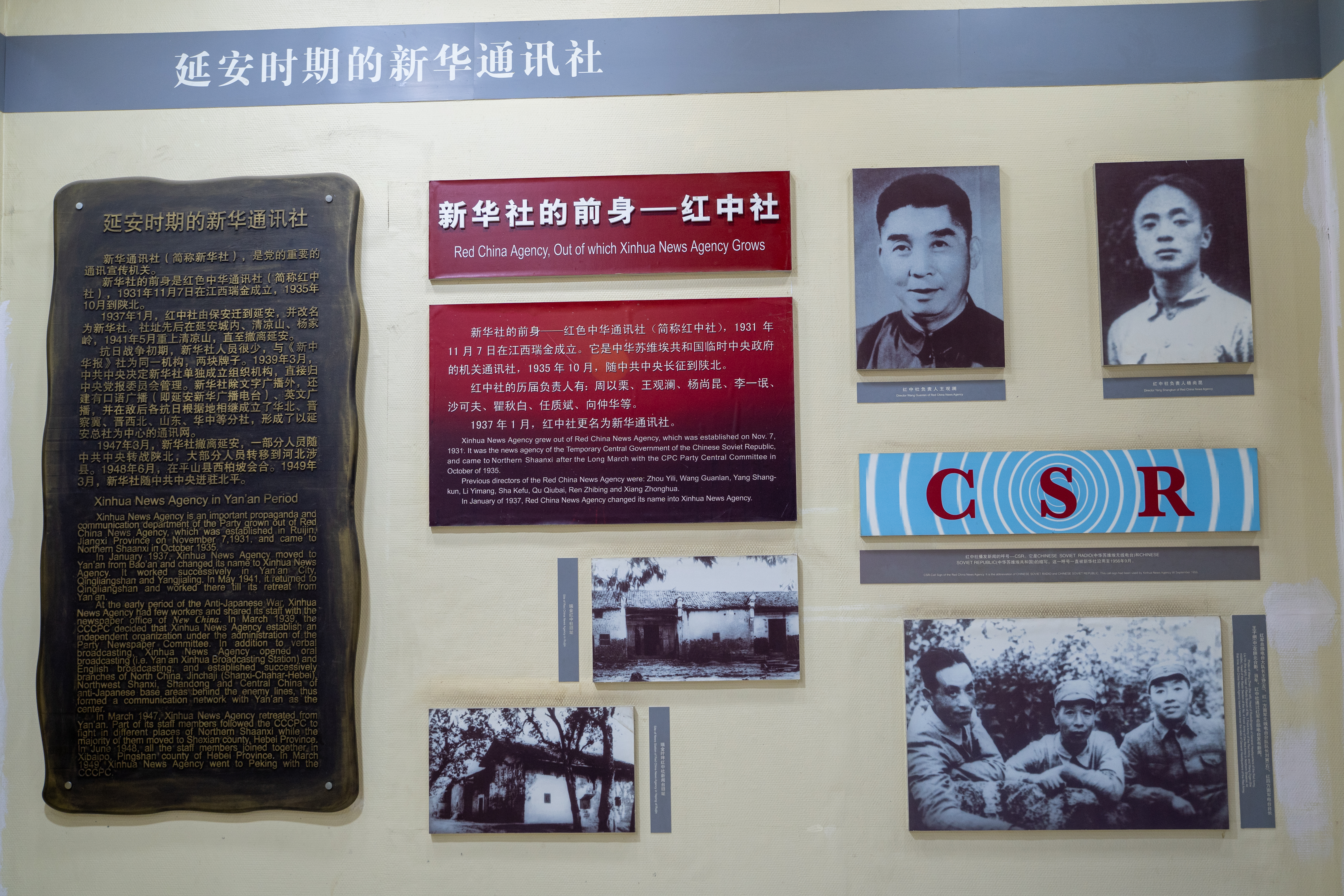
延安新闻纪念馆中对红中社的介绍

新华社的前身是1931年11月7日在江西瑞金与中華蘇維埃共和國同时成立的红色中华通讯社（简称红中社）。
1930年底到1931年初，中国工农红军在与国民革命军的第一次反围剿战争中，缴获一台仅能收报的15瓦小无线电台收报机，并俘获了一批技术人员。1931年1月6日，中央红军利用这些器材在江西省宁都县小布村建立起了工农红军的第一座电台，利用其抄收中央通讯社的新闻电讯，并截抄国民革命军的电报电讯情报。1月8日，中国工农红军第一军团政治委员毛泽东发布《红一方面军命令》，鼓励人员参与无线电工作。1月10日，红军无线电大队正式成立。第二次反围剿战争后，红军方面获得一台100瓦大功率无线电台。
1931年6月，中共苏区中央召开苏区工农兵苏维埃代表大会期間决议建立一个广播电台。1931年11月7日，中华苏维埃第一次全国代表大会召开，红中社开始首次文字广播，周以栗担任负责人，编辑有王观澜、李伯钊。12月11日，中华苏维埃共和国临时中央政府机关报《红色中华》创刊，该报社与红色中华通讯社合并组成一个机构。此后红中社以“CSR”（“中华苏维埃无线电台”的英文名“Chinese Soviet Radio”的缩写）为呼号向外发稿和电讯，对外部环境产生了一定的影响。
1934年10月16日，中央红军开始长征，红中社停止向外发稿，仍继续抄收新闻电讯，部分职能转移到军委电台。周以栗、徐名正和瞿秋白等红中社主要负责人先后被捕遇害。
1935年10月19日，红一方面军抵达陕北吴起。11月25日，《红色中华》在陕北瓦窑堡宣布复刊，红中社恢复工作，由中华苏维埃西北办事处秘书长任质斌负责。
1936年7月，红中社迁移到陕西保安（今陕西省志丹县），由廖承志负责国外电讯部分，向仲华负责《红色中华》。12月西安事变发生后，红中社西安分社设立，由李一氓负责。

### 新华社时期
1937年1月29日，《红色中华》改名为《新中华报》的同时，紅中社在延安更名为新华通讯社。但是当时，新华社和《新中华报》还是同一个机构。新闻文字广播电台呼号是QST（即示意各电台收听）de CSR。CSR是原红中社呼号，直到1939年初，中共才將兩者分開，至此结束了报、社一家的历史，新华社开始独立发展。
新华社和《新中华报》社分驻延安杨家岭后山沟的两排窑洞里，那时新华社的机构简单，只有编辑、译电(分中文、英文、日文)、通讯、油印(刻腊版出参考消息)几个科，不过二十多人。
1940年12月30日，新华社创办了延安新华广播电台，即中央人民广播电台及中国国际广播电台的前身，呼号是XNCR。X是国际电讯联盟分配给中国的代号，NCR是“新中国广播电台”（New China Radio）的缩写。为使口语和文字广播呼号一致，文字广播也改为XNCR，同时为了保留CSR这个有历史意义的呼号，全称就是CSR de XNCR。1944年9月1日，新华社开办英语广播。
新华社无线电台每日通拨中文明码的新闻电讯。日间从8点至12点，播发各抗日根据地的地方性新闻、通讯；晚间从18点至次日凌晨2点，播发重要的国内国际新闻、评论、公告文章。主要原因是作为短波电台，夜间收报距离比昼间好很多。每次发报前，先播出CSR de XNCR三遍，然后发“Press”表示有新闻电报，如此反复呼叫十分钟后，才正式开始发报。报务员工作两小时换班。各地收报时，对于特别重要的新闻稿件（如延安整风的公开文件、中共七大的各项决议文件），副班报务员在收报机上多插一副耳机，与主班报务员一同抄收，甚至另设一部收报台全文抄收。新华社发报的报务员，都是特选的技术高手，以方便各地抄收。
新华社通播电讯格式为：先是报头，包括号数、报类、字数。然后是报文，第一个字固定为呼号CSR，然后是“新华社××(地名)××日电”，接着是本电的等级，用括号括起甲(明码为3946)、乙、丙表示该电的重要程度。之后是该电讯的题目或导语，最后才是正文。每发100字作个段落，说明发到第几百字，即第几页(P)。新华社新闻报不采用韵目代码表示日期，还采用了标点符号代码。而当时的中央社电讯的电文是不表示标点符号，断句靠抄报人自己判断。当时电报中文明码“99”开头是空白未用，新华社电讯就用99开头的电码表示“代日”与标点符号。
1945年8月10日，日本无条件投降。当夜起，新华社的新闻台连续工作一天一夜，有报就发，无报就叫“稍候”。8月11日凌晨，通播了八路军延安总部的大反攻第一号命令“各解放区任何抗日武装部队均得依据《波茨坦宣言》规定，向其附近各城镇交通要道之敌人军队及其指挥机关送出通牒⋯⋯”。随后陆续发出大反攻第二到第七号命令。

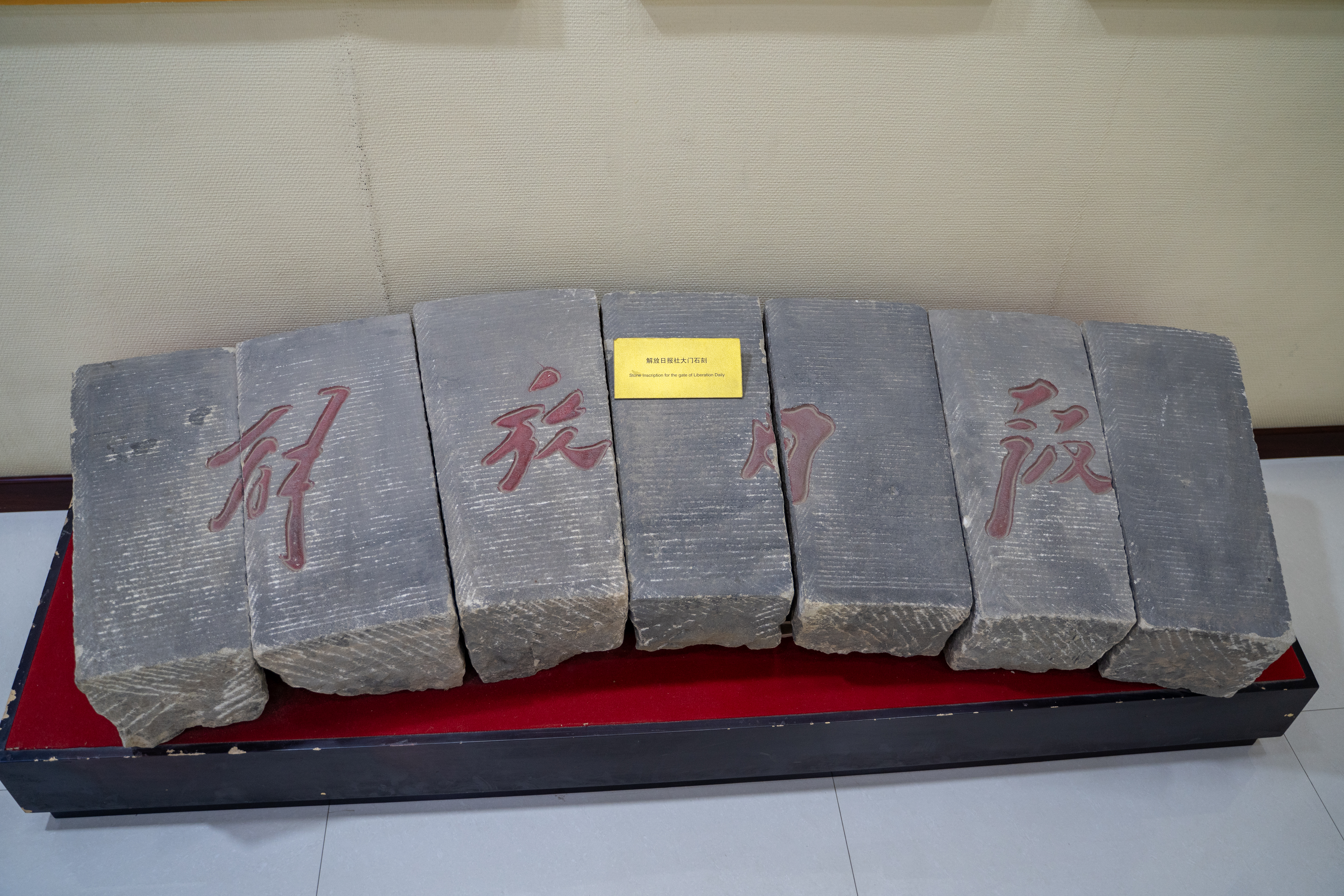
解放日报大门石刻

1946年4月，中共中央提出了“全党办通讯社”的口号，5月底批准《新华社、解放日报暂行管理规则》，对新华社和解放日报社进行了重大改组，实行报社合一、以通讯社为主的体制，决定：“新华通讯社及解放日报社为中央之机关通讯社与机关报”，“隶属于中央宣传部，并在重大问题上受中央书记处之直接指挥”。各地也实行党报和新华社分社支社合一体制。
1946年至1947年，设在泰国曼谷服务于泰国的中文报纸《全民报》抄收新华社的文字通播与口语广播，距离延安3,000公里，是最远的抄收电台。1947年3月，新华社总社撤离延安，向太行山区转移，同年7月迁至河北涉县，1948年4月搬迁至平山县。1949年3月25日，新华社总社从平山县迁至北平香山附近的北辛村、南辛村，同年9月26日迁入国会街26号（即今宣武门西大街57号）北京国会旧址。

### 建国后
中华人民共和国成立后，已迁往北京的新华社成为中华人民共和国的国家通讯社，与中央人民政府新闻总署合署办公。朝鲜战争时期，新华社在中国人民志愿军总部设立新华通讯社志愿军分社，派出记者深入朝鲜战场进行战地报道。
1967年12月21日起，根据《关于新华社实行军事管制的决定》（1967年中发385号），由13位军队干部组成新华社军管小组，对新华社实行军事管制。军管小组组长张纪之（陆军第40军副政委），副组长张政德（解放军高等军事学院教员），副组长甄文君（解放军政治学院教员）。總理周恩来在21日凌晨接见军管小组时说：“主席讲，新华社是知识分子成堆的地方，业务一大堆，工作不能一日中断。你们去了要先抓革命，先搞调查。要依靠新华社自身的力量，多进行正面教育，办好学习班，两派一起学习，各自多做自我批评，克服派性，增强党性，尽快实现大联合。”新华社总社当时共有3000多人，加上国内外分社共5000多人；国外分社人员大都撤回国内，对外宣传报道、调查研究处于停顿状态。军管小组接受并贯彻周恩来对新闻报道的经常性指示，凡重大的国际国内新闻报道都是报周恩来亲自审批。1971年9月13日凌晨，周恩来把新华社负责人张纪之叫到人民大会堂，告知林彪一行乘坐飞机向北外逃，要求有关林彪的新闻报道一律扣发，要新华社特别注意苏联和蒙古方向的动向。林彪事件公开前，正值1971年国庆节前夕，涉及到林彪的新闻多、政策性又特别强，报道不报道、用什么标题、放在什么位置等都由周恩来亲自审定。1973年解除军管，恢复设立新华社组织机构，朱穆之任社长，张纪之任党委书记兼副社长。

### 改革开放

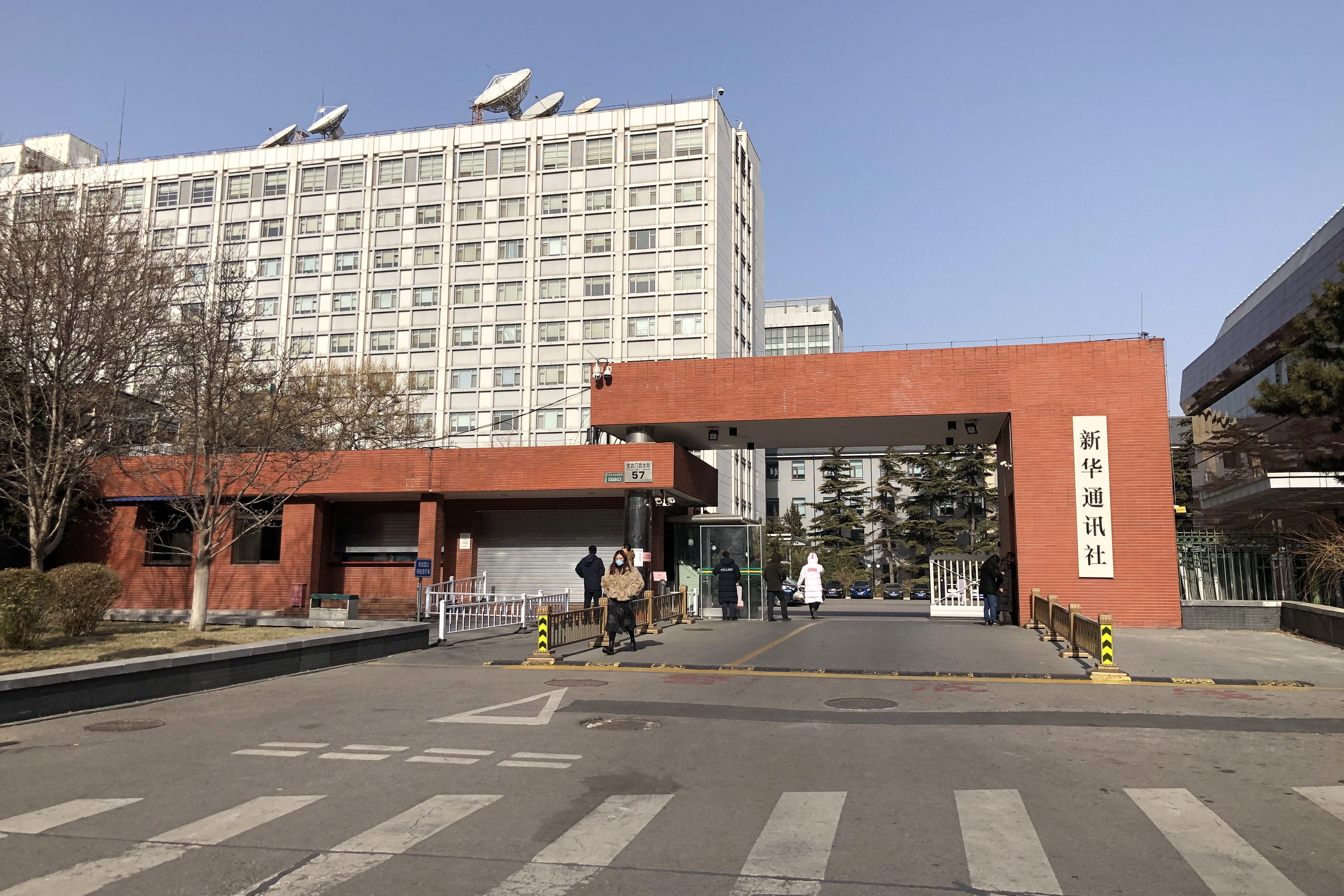
新华社总社现址（2021年1月）

1978年12月，中共十一届三中全会決議改革开放。
1982年8月23日，第五届全国人民代表大会常务委员会第二十四次会议决议，定新华社为国务院组成部门。1988年，新华社被调整为国务院直属事业单位，总社设在北京。1989年9月28日，新华社新闻大厦建成。
2004年，新华社总社决定在布鲁塞尔組建欧洲总分社，撤销位於巴黎原有的法语国家地区总分社。
新华社的主要编辑部门是国内新闻编辑部，国际新闻编辑部、对外新闻编辑部、参考新闻编辑部、新闻摄影编辑部和体育新闻编辑部。1999年建立新華網，成為新聞多元化網站。新华社同时还出版数十种报刊杂志，例如《参考消息》、《新华每日电讯》、《中国证券报》、《上海证券报》、《经济参考报》、《瞭望》周刊（又稱《瞭望》新聞周刊，創刊於1981年）、《半月谈》杂志、《國際先驅導報》、《瞭望东方周刊》等；還包括出版内部刊物如《内部参考》等。
进入20世纪末叶，坚持按照有中国特色的社会主义发展方向前进。1996年以来，新华社主导创立了若干个适合市场经济的牌号，其中包括：新华人寿保险股份有限公司、新华大宗商品交易中心、新华大鑫现货投资平台、新华社金融信息平台、新华家园养老企业管理（北京）有限公司、新华卓越健康投资管理有限公司以及新华网等一系列以“新华”开头的品牌。
2017年1月11日新華社發布聲明，將合并旗下上海證券報、中國證券報、經濟參考報以及新華出版社，合併成中國財富媒體集團（China Fortune Media Group），並於2017年1月19日在北京舉行掛牌儀式。

## 服务

### 电视

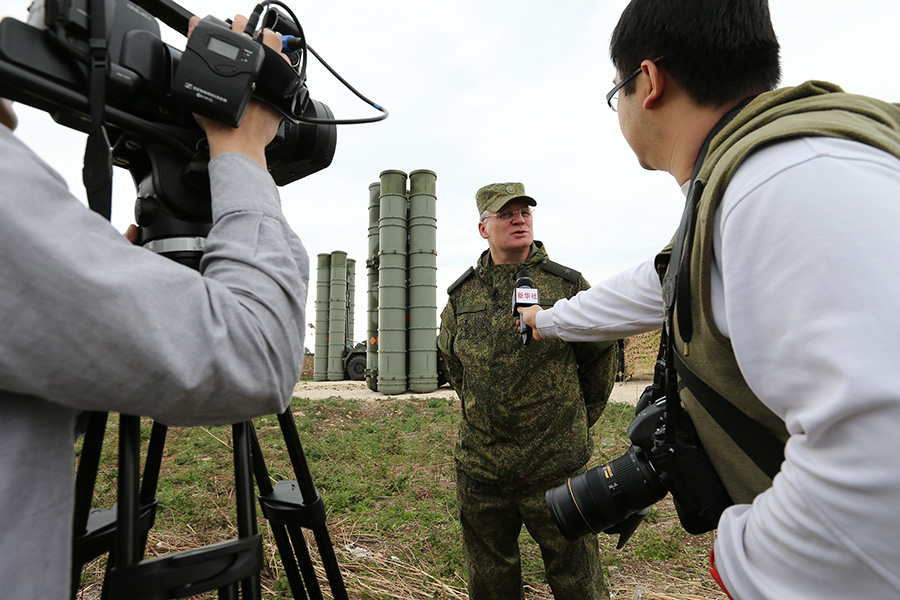
正在叙利亚基米米姆空军基地采访的新华社记者

新华通讯社办有中国新华新闻电视网中文台和英语台两套新闻频道，于2010年1月和7月分别开播。
新华社社长李从军表示，設立该台是考慮世界科技發展而要豐富自身型態，电视节目将以中国视角报道国际新闻。而中国新华新闻电视网有限公司负责人则称：“我们办的是新华社的中国新闻电视网，而不是CNN、不是BBC、不是半岛。”
新华社还曾办有24小時運作的中国金融台，覆盖全国20多个省市，2017年4月15日停播。

### 互聯網
新華社旗下設有新華網，由北京總網旗下不同地方頻道、子網站聯合組成，每日以中、英、法、西、俄、意、阿和日八種語言、24小時發布新聞信息。除了國內外新聞，亦有財經，體育、資訊科技、法制、社會、娛樂、教育、汽車等內容。 2003年8月21號，新華網亦開始製作關於這些內容的多媒體節目。
新華社多媒體數據庫是新華社通過互聯網向媒體客戶提供新聞產品的平台。

## 机构设置
根据《新华通讯社职能配置、内设机构和人员编制规定》，新华社设置下列机构：

### 内设机构
- 办公厅
- 总编辑室
- 国内新闻编辑部
- 国际新闻编辑部
- 对外新闻编辑部
- 新闻摄影编辑部
- 参考新闻编辑部
- 体育新闻编辑部
- 总经理室
- 通信技术局
- 人事局
- 外事局
- 计划财务管理局
- 离退休干部工作局
- 机关党委

### 直属事业单位
- 音视频新闻编辑部
- 新闻信息中心
- 新华社研究院
- 参考消息报社
- 《新华每日电讯》社
- 瞭望周刊社
- 半月谈杂志社
- 新媒体中心
- 机关管理服务中心

### 直属企业单位
- 新华社投资控股有限公司
- 中国经济信息社有限公司
- 新华网股份有限公司
- 新华社印务有限责任公司
- 中国图片社有限责任公司
- 中国新闻发展深圳有限公司
- 中国财富传媒集团股份公司
- 中国证券报有限责任公司
- 上海证券报社有限公司
- 经济参考报社有限责任公司
- 新华出版社有限责任公司
- 中国广告联合有限责任公司
- 中国金融信息中心（上海）有限公司
- 中国搜索信息科技股份有限公司
- 新华融合媒体科技发展（北京）有限公司
- 国金大厦发展有限公司

### 派出机构

#### 驻境内分支机构
国内各分社
- 新华社北京分社
- 新华社天津分社
- 新华社河北分社
- 新华社河南分社
- 新华社山西分社
- 新华社山东分社
- 新华社辽宁分社
- 新华社吉林分社
- 新华社黑龙江分社
- 新华社上海分社
- 新华社江苏分社
- 新华社安徽分社
- 新华社浙江分社
- 新华社江西分社
- 新华社福建分社
- 新华社广东分社
- 新华社广西分社
- 新华社海南分社
- 新华社湖北分社
- 新华社湖南分社
- 新华社重庆分社
- 新华社四川分社
- 新华社新疆分社
- 新华社宁夏分社
- 新华社青海分社
- 新华社陕西分社
- 新华社甘肃分社
- 新华社云南分社
- 新华社贵州分社
- 新华社西藏分社
- 新华社内蒙古分社
- 新华社解放军分社

国内各支社（记者站）
- 新华社大连支社（副司局级）
- 新华社宁波支社（副司局级）
- 新华社厦门支社（副司局级）
- 新华社青岛支社（副司局级）
- 新华社深圳支社（副司局级）
- 新华社南海记者站（副司局级，驻海南三亚）
- 新华社藏东记者站（副司局级，驻西藏昌都）

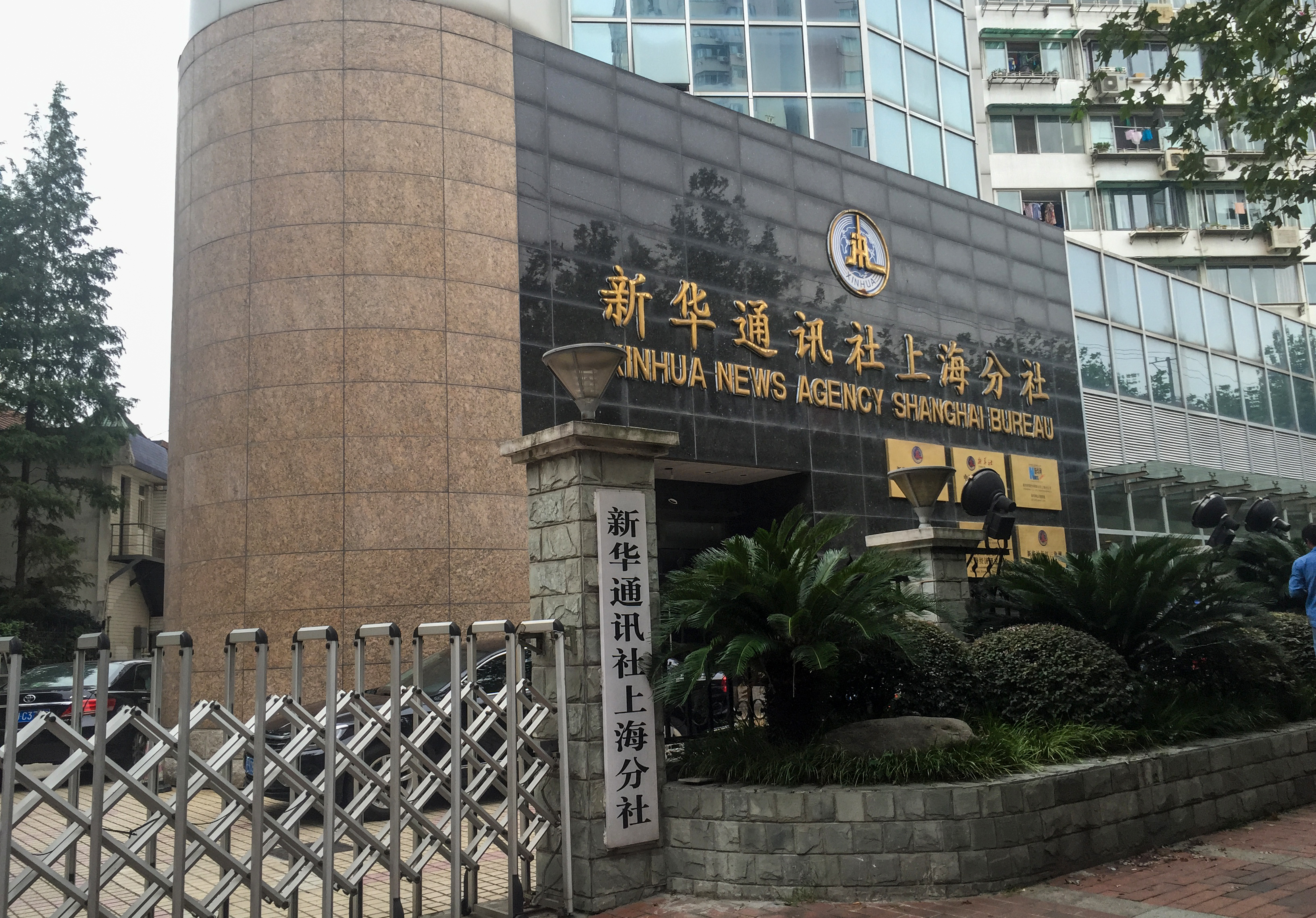
位于衡山路的新华社上海分社

- 新华社新疆生产建设兵团支社（副司局级，驻新疆乌鲁木齐）
- 新华社伊犁记者站（副司局级）
- 新华社南疆记者站（副司局级）

#### 驻境外分支机构
亚太地区分支机构
- 新华通讯社亚太总分社（香港特别行政区）

- 新华通讯社香港分社－香港特别行政区
- 新华通讯社澳门分社－澳门特别行政区
- 新华通讯社东京分社－日本
- 新华通讯社大阪分社－日本
- 新华通讯社福冈分社－日本
- 新华通讯社新德里分社－印度
- 新华通讯社孟买分社－印度
- 新华通讯社加尔各答分社－印度
- 新华通讯社喀布尔分社－阿富汗
- 新华通讯社堪培拉分社－澳大利亚
- 新华通讯社墨尔本分社－澳大利亚
- 新华通讯社伊斯兰堡分社－巴基斯坦
- 新华通讯社平壤分社－朝鲜
- 新华通讯社帝力分社－东帝汶
- 新华通讯社苏瓦分社－斐济
- 新华通讯社马尼拉分社－菲律宾
- 新华通讯社首尔分社－韩国
- 新华通讯社金边分社－柬埔寨
- 新华通讯社万象分社－老挝
- 新华通讯社马累分社－马尔代夫
- 新华通讯社吉隆坡分社－马来西亚
- 新华通讯社达卡分社－孟加拉国
- 新华通讯社仰光分社－缅甸
- 新华通讯社加德满都分社－尼泊尔
- 新华通讯社科伦坡分社－斯里兰卡
- 新华通讯社曼谷分社－泰国
- 新华通讯社斯里巴加湾分社－文莱
- 新华通讯社新加坡分社－新加坡
- 新华通讯社惠灵顿分社－新西兰
- 新华通讯社雅加达分社－印度尼西亚
- 新华通讯社河内分社－越南
- 新华通讯社胡志明市分社－越南

中东地区分支机构
- 新华通讯社中东总分社（埃及开罗）

- 新华通讯社阿尔及尔分社－阿尔及利亚
- 新华通讯社阿布扎比分社－阿拉伯联合酋长国
- 新华通讯社迪拜分社－阿拉伯联合酋长国
- 新华通讯社马斯喀特分社－阿曼
- 新华通讯社开罗分社－埃及
- 新华通讯社加沙分社－巴勒斯坦
- 新华通讯社麦纳麦分社－巴林
- 新华通讯社多哈分社－卡塔尔
- 新华通讯社科威特分社－科威特
- 新华通讯社贝鲁特分社－黎巴嫩
- 新华通讯社的黎波里分社－利比亚
- 新华通讯社拉巴特分社－摩洛哥
- 新华通讯社利雅得分社－沙特阿拉伯
- 新华通讯社喀土穆分社－苏丹
- 新华通讯社安卡拉分社－土耳其
- 新华通讯社伊斯坦布尔分社－土耳其
- 新华通讯社突尼斯分社－突尼斯
- 新华通讯社大马士革分社－叙利亚
- 新华通讯社萨那分社－也门
- 新华通讯社巴格达分社－伊拉克
- 新华通讯社德黑兰分社－伊朗
- 新华通讯社耶路撒冷分社－以色列
- 新华通讯社安曼分社－约旦

拉美地区分支机构
- 新华通讯社拉美总分社（墨西哥墨西哥城）

- 新华通讯社布宜诺斯艾利斯分社－阿根廷
- 新华通讯社亚松森分社－巴拉圭
- 新华通讯社巴拿马城分社－巴拿马
- 新华通讯社里约热内卢分社－巴西
- 新华通讯社巴西利亚分社－巴西
- 新华通讯社圣保罗分社－巴西
- 新华通讯社利马分社－秘鲁
- 新华通讯社拉巴斯分社－玻利维亚
- 新华通讯社圣多明各分社－多米尼加
- 新华通讯社基多分社－厄瓜多尔
- 新华通讯社波哥大分社－哥伦比亚
- 新华通讯社圣何塞分社－哥斯达黎加
- 新华通讯社哈瓦那分社－古巴
- 新华通讯社特古西加尔巴分社－洪都拉斯
- 新华通讯社墨西哥城分社－墨西哥
- 新华通讯社马那瓜分社－尼加拉瓜
- 新华通讯社帕拉马里博分社－苏里南
- 新华通讯社西班牙港分社－特立尼达和多巴哥
- 新华通讯社加拉加斯分社－委内瑞拉
- 新华通讯社蒙得维的亚分社－乌拉圭
- 新华通讯社金斯敦亚分社－牙买加
- 新华通讯社圣地亚哥分社－智利

非洲地区分支机构
- 新华通讯社非洲总分社（肯尼亚内罗毕）

- 新华通讯社亚的斯亚贝巴分社－埃塞俄比亚
- 新华通讯社罗安达分社－安哥拉
- 新华通讯社科托努分社－贝宁
- 新华通讯社哈博罗内分社－博茨瓦纳
- 新华通讯社洛美分社－多哥
- 新华通讯社布拉柴维尔分社－刚果共和国
- 新华通讯社金沙萨分社－刚果民主共和国
- 新华通讯社科纳克里分社－几内亚
- 新华通讯社阿克拉分社－加纳
- 新华通讯社利伯维尔分社－加蓬
- 新华通讯社哈拉雷分社－津巴布韦
- 新华通讯社雅温得分社－喀麦隆
- 新华通讯社内罗毕分社－肯尼亚
- 新华通讯社阿比让分社－科特迪瓦
- 新华通讯社基加利分社－卢旺达
- 新华通讯社塔那那利佛分社－马达加斯加
- 新华通讯社巴马科分社－马里
- 新华通讯社路易港分社－毛里求斯
- 新华通讯社马普托分社－莫桑比克
- 新华通讯社温得和克分社－纳米比亚
- 新华通讯社约翰内斯堡分社－南非
- 新华通讯社开普敦分社－南非
- 新华通讯社朱巴分社－南苏丹
- 新华通讯社拉各斯分社－尼日利亚
- 新华通讯社阿布贾分社－尼日利亚
- 新华通讯社达喀尔分社－塞内加尔
- 新华通讯社达累斯萨拉姆分社－坦桑尼亚
- 新华通讯社坎帕拉分社－乌干达
- 新华通讯社卢萨卡分社－赞比亚

欧洲地区分支机构
- 新华通讯社欧洲总分社（比利时布鲁塞尔）

- 新华通讯社伦敦分社－英国
- 新华通讯社爱丁堡分社－英国
- 新华通讯社柏林分社－德国
- 新华通讯社法兰克福分社－德国
- 新华通讯社巴黎分社－法国
- 新华通讯社斯特拉斯堡分社－法国
- 新华通讯社马赛分社－法国
- 新华通讯社地拉那分社－阿尔巴尼亚
- 新华通讯社都柏林分社－爱尔兰
- 新华通讯社塔林分社－爱沙尼亚
- 新华通讯社维也纳分社－奥地利
- 新华通讯社索非亚分社－保加利亚
- 新华通讯社斯科普里分社－北马其顿
- 新华通讯社布鲁塞尔分社－比利时
- 新华通讯社雷克雅未克分社－冰岛
- 新华通讯社萨拉热窝分社－波斯尼亚和黑塞哥维那
- 新华通讯社华沙分社－波兰
- 新华通讯社哥本哈根分社－丹麦
- 新华通讯社赫尔辛基分社－芬兰
- 新华通讯社海牙分社－荷兰
- 新华通讯社布拉格分社－捷克
- 新华通讯社萨格勒布分社－克罗地亚
- 新华通讯社里加分社－拉脱维亚
- 新华通讯社维尔纽斯分社－立陶宛
- 新华通讯社卢森堡分社－卢森堡
- 新华通讯社布加勒斯特分社－罗马尼亚
- 新华通讯社瓦莱塔分社－马耳他
- 新华通讯社奥斯陆分社－挪威
- 新华通讯社里斯本分社－葡萄牙
- 新华通讯社斯德哥尔摩分社－瑞典
- 新华通讯社日内瓦分社－瑞士
- 新华通讯社贝尔格莱德分社－塞尔维亚
- 新华通讯社尼科西亚分社－塞浦路斯
- 新华通讯社布拉迪斯拉发分社－斯洛伐克
- 新华通讯社卢布尔雅那分社－斯洛文尼亚
- 新华通讯社马德里分社－西班牙
- 新华通讯社雅典分社－希腊
- 新华通讯社布达佩斯分社－匈牙利
- 新华通讯社罗马分社－意大利
- 新华通讯社米兰分社－意大利

北美地区分支机构
- 新华通讯社北美总分社（美国纽约）

- 新华通讯社华盛顿分社－美国
- 新华通讯社联合国分社－美国
- 新华通讯社洛杉矶分社－美国
- 新华通讯社芝加哥分社－美国
- 新华通讯社旧金山分社－美国
- 新华通讯社休斯顿分社－美国
- 新华通讯社渥太华分社－加拿大
- 新华通讯社温哥华分社－加拿大
- 新华通讯社多伦多分社－加拿大

亚欧地区分支机构
- 新华通讯社亚欧总分社（俄罗斯莫斯科）

- 新华通讯社巴库分社－阿塞拜疆
- 新华通讯社明斯克分社－白俄罗斯
- 新华通讯社莫斯科分社－俄罗斯
- 新华通讯社符拉迪沃斯托克分社－俄罗斯
- 新华通讯社圣彼得堡分社－俄罗斯
- 新华通讯社叶卡捷琳堡分社－俄罗斯
- 新华通讯社伊尔库茨克分社－俄罗斯
- 新华通讯社第比利斯分社－格鲁吉亚
- 新华通讯社阿拉木图分社－哈萨克斯坦
- 新华通讯社阿斯塔纳分社－哈萨克斯坦
- 新华通讯社比什凯克分社－吉尔吉斯斯坦
- 新华通讯社乌兰巴托分社－蒙古
- 新华通讯社杜尚别分社－塔吉克斯坦
- 新华通讯社阿什哈巴德分社－土库曼斯坦
- 新华通讯社基辅分社－乌克兰
- 新华通讯社塔什干分社－乌兹别克斯坦
- 新华通讯社埃里温分社－亚美尼亚

## 历任领导

### 社长
| 社长   | 上任年月   | 离任年月   | 职务 |
| 王观澜 | 1931年11月 | 1932年8月  | 红中社负责人 |
| 周以栗 | 1931年12月 | 1932年1月  | 《红色中华》报主笔 |
| 梁柏台 | 1932年4月  |            | 《红色中华》报代理主笔                                                                                                   |
| 杨尚昆 | 1932年8月  | 1932年底   | 红中社负责人 |
| 李一氓 | 1932年底   | 1933年春   | 红中社负责人 |
| 沙可夫 | 1933年春   | 1933年夏   | 红中社负责人 |
| 任质斌 | 1933年夏   | 1934年夏   | 红中社负责人 |
| 瞿秋白 | 1934年2月  | 1935年2月  | 红中社社长 |
| 任质斌 | 1935年11月 | 1936年春   | 红中社负责人 |
| 向仲华 | 1936年春   | 1937年1月  | 红中社负责人 |
| 廖承志 | 1937年3月  | 1937年10月 | 新华社负责人 |
| 李初梨 | 1937年10月 | 1937年11月 | 新华社负责人 |
| 沙可夫 | 1937年11月 | 1938年4月  | 新华社负责人 |
| 向仲华 | 1939年初   | 1941年11月 | 新华社负责人 |
| 博古   | 1941年12月 | 1946年4月  | 新华社社长 |
| 余光生 | 1946年5月  | 1946年7月  | 新华社代社长 |
| 廖承志 | 1946年7月  | 1949年6月  | 新华社社长 |
| 胡乔木 | 1949年6月  | 1949年10月 | 新华社社长 |
| 陈克寒 | 1949年11月 | 1952年8月  | 新华社社长 |
| 吴冷西 | 1952年12月 | 1966年6月  | 新华社社长 |
| 熊复   | 1966年7月  | 1967年1月  | 新华社社长 |
| 胡痴   | 1967年1月  | 1967年9月  | 新华社代理社长 |
| 王唯真 | 1967年9月  | 1967年12月 | 新华社代理社长 |
| 张纪之 | 1967年12月 | 1972年9月  | 任新华社军管小组组长 |
| 朱穆之 | 1972年9月  | 1977年12月 | 新华社社长。1976年4月至10月因朱穆李事件被停职。1976年10月8日，中共中央派郑屏年、李普、杨家祥、黄宗汉、徐桂宝接管新华社。 |
| 曾涛   | 1977年12月 | 1982年4月  | 新华社社长 |
| 穆青   | 1982年4月  | 1992年12月 | 新华社社长 |
| 郭超人 | 1992年12月 | 2000年6月  | 新华社社长 |
| 田聪明 | 2000年6月  | 2008年4月  | 新华社社长 |
| 李从军 | 2008年4月  | 2014年12月 | 新华社社长 |
| 蔡名照 | 2014年12月 | 2020年10月 | 新华社社长 |
| 何平   | 2020年10月 | 2022年6月  | 新华社社长 |
| 傅华   | 2022年6月  | 现任       | 新华社社长 |

### 总编辑
……
- 傅华（2021年6月—2022年6月）
- 吕岩松（2022年6月—）

### 其他社领导
| 副社长 …… - 朱海黎（2021年11月—，兼机关党委书记） - 刘健（2023年6月—） - 霍小光（2024年3月—，兼国内部主任、部务会主任） - 袭艳春（2025年3月—） 秘书长 …… - 徐玉长（2024年12月—） | 副总编辑 …… - 任卫东（2023年8月—） 副秘书长 …… - 陈二厚（2023年8月—，兼办公厅主任、厅务会主任） - 徐姗娜（2023年8月—2025年7月，兼国家金融信息大厦管委会主任、国金大厦发展有限公司董事长） |

## 批評和爭議

### 報導篡改袁隆平看見餓殍的時間點
新華社曾在2007年5月22號報導：袁隆平在1960年看見餓殍倒路旁，但是後來這篇報導被刪除了，並在2021年5月22日發佈一篇題為《中國聚焦：“雜交水稻之父”袁隆平91歲去世》（China Focus: "Father of hybrid rice" Yuan Longping dies at 91）的文章，該文章將袁隆平看見餓殍的時間點篡改到1949年之前（中共建政之前）。

### 引用
1. ↑  . 人民网.   [2018-12-12]. （原始内容存档于2019-04-15）.
2. ↑  . 新华通讯社.   [2018-06-26]. （原始内容存档于2018-06-26）.
3. ↑  . www.xinhuanet.com.   [2019-06-27]. （原始内容存档于2019-04-17）.
4. 1 2  李逢彦. . 光明日报 (求是). 2012年1月18日  [2013-03-11]. （原始内容存档于2013年1月23日）.
5. ↑  方喜中. . 全球通. 2008, (6)  [2013-03-11]. （原始内容存档于2014-11-09）.
6. 1 2  万京华. . 百年潮. 2011, (8).
7. 1 2  万京华. . 中国报业. 2012-08-23  [2013-03-11]. （原始内容存档于2014-11-09）.
8. ↑  . 新华网. 2011-10-30  [2013-03-11]. （原始内容存档于2016-06-04）.
9. ↑  程曼丽. . 中国记者.   [2013-03-11]. （原始内容存档于2017-02-28）.
10. 1 2  . 新华网. 2006-11-07  [2013-03-11]. （原始内容存档于2017-02-28）.
11. ↑  万京华. . 党史文苑. 2011, (7).
12. ↑  方汉奇. . 中国人民大学出版社. 2009年: 231页.
13. ↑  . 新华社.   [2018-06-26]. （原始内容存档于2016-03-04）.
14. ↑  胡正荣；李煜. . 文化艺术出版社. 2011  [2018-06-26]. ISBN 9787503950582. （原始内容存档于2018-10-27）.
15. ↑  刘云莱. . 新闻研究资料 (中国社会科学院新闻与传播研究所). 1985, (04): 130–165. ISSN 1005-2577.
16. ↑  刘云莱. . 新闻研究资料 (中国社会科学院新闻与传播研究所). 1985, (05): 118–138. ISSN 1005-2577.
17. ↑  刘云莱. . 新闻研究资料 (中国社会科学院新闻与传播研究所). 1986, (01): 127–149. ISSN 1005-2577.
18. ↑  朱幼棣; 吴明. . 中国记者 (新华通讯社). 1991, (02): 22–24. ISSN 1003-1146.
19. ↑  .   [2022-02-02]. （原始内容存档于2022-05-09）.
20. 1 2  . 网易. 2010-07-01  [2018-06-26]. （原始内容存档于2018-06-26）.
21. ↑  . 新浪网. 2010-01-01  [2018-06-26]. （原始内容存档于2018-06-26）.
22. ↑  . 新华网. 2008-01-01  [2020-12-13]. （原始内容存档于2021-01-09）.
23. ↑  . 新华社.   [2018-06-26]. （原始内容存档于2018-06-26）.
24. ↑  . 新华社.   [2018-06-26]. （原始内容存档于2016-03-04）.
25. ↑  . 新華網. 2007-05-22. （原始内容存档于2014-10-03）.
26. ↑  . Xinhua. 2021-05-22. （原始内容存档于2021-05-26）.
27. ↑  . 法國國際廣播電台. 2021-05-26. （原始内容存档于2022-12-08）.
28. ↑  . 美國之音. 2021-06-08. （原始内容存档于2022-04-05）.